# Andrés Avelino Cáceres
Pour les articles homonymes, voir Avelino et Cáceres.
Andrés Avelino Cáceres Dorregaray, né le 4 février 1833 à Ayacucho et mort le 10 octobre 1923 à Lima, est un militaire et un homme d'État péruvien, président de la République de 1886 à 1890 puis de 1894 à 1895. Il est considéré comme étant l'un des héros de la Résistance à l'occupation chilienne durant la Guerre du Pacifique (1879-1884), à l'occasion de laquelle il devient général.

## Biographie

### Jeunesse
Andrés Avelino Cáceres est né le 4 février 1833 dans la ville d'Ayacucho. Son père, Domingo Cáceres est un propriétaire terrien et sa mère, Justa Dorregaray, une femme au foyer. Il étudie au collège San Ramón de sa ville natale.

### Carrière militaire
En 1854, Cáceres abandonne ses études et joint le bataillon d'Ayacucho en tant que cadet, et participe ainsi à la rébellion menée par le général Ramón Castilla contre le président José Rufino Echenique, révolte qui s'achève victorieusement lors de la bataille de La Palma, le 5 janvier 1855.
Ensuite, il gravit rapidement la hiérarchie militaire, obtenant en 1855 le grade de second lieutenant puis, en 1857, celui de lieutenant. De 1857 à 1859, il soutient activement le gouvernement de Ramón Castilla contre la rébellion formée par Manuel Ignacio de Vivanco. Durant les combats, il est sérieusement blessé à l'œil gauche.

#### Guerre contre l'Équateur
Lorsque la guerre entre le Pérou et l'Équateur en 1859, Andrés Avelino Cáceres est encore en mauvaise santé à la suite de sa blessure mais décide malgré tout de prendre part à la campagne. Après la fin du conflit, en 1860, il est envoyé en France, comme attaché militaire à l'ambassade péruvienne, par le président Castilla. Il y reçoit un traitement pour son œil. Il revient au Pérou en 1862 et intègre le bataillon Pichincha de Huancayo.

#### Guerre contre l'Espagne
Durant cette période, il acquiert une certaine notoriété en s'opposant franchement au nouveau président Juan Antonio Pezet auquel il reproche d'avoir autorisé l'occupation espagnole des îles Chincha dans le cadre du traité Vivanco-Pareja de 1865. Ses critiques lui valent un exil au Chili, avec plusieurs autres officiers. Ils parviennent à s'échapper, rejoignent le port de Mollendo et intègrent la Revolución Restauradora del Honor Nacional dirigée par Mariano Ignacio Prado contre le Gouvernement de Pezet.
Cáceres participe à l'occupation de Lima et, une fois Prado président, à la bataille de Callao, le 2 mai 1866, forçant les forces navales espagnoles à se retirer des eaux péruviennes et des îles Chincha.

#### Présidence de Pardo
En 1868, Cáceres décide de mettre fin à sa carrière militaire, et retourne à Ayacucho s'installer en tant que fermier. Répit de courte durée puisqu'il revient en 1872 dans l'arène politique pour contribuer à s'opposer, avec succès, au coup d'État fomenté contre José Balta par le colonel Tomás Gutiérrez. Après quelques intérims présidentiels de quelques mois, Manuel Pardo devient le nouveau président péruvien et fonde le parti civiliste (un parti qui deviendra très important au cours de l'histoire politique péruvienne) que rejoint très vite  Cáceres.
Le soutien de Cáceres à la présidence de Prado lui vaut la confiance des leaders du parti civiliste, et il est en conséquence désigné pour prendre la tête du Bataillon Zepita. En 1874, il annihile à Moquegua une rébellion orchestrée par le futur président Nicolás de Piérola. En récompense, il accède au grade de colonel puis est nommé préfet de Cuzco.

### La guerre du Pacifique (1879 - 1883)

#### Campagne du Sud

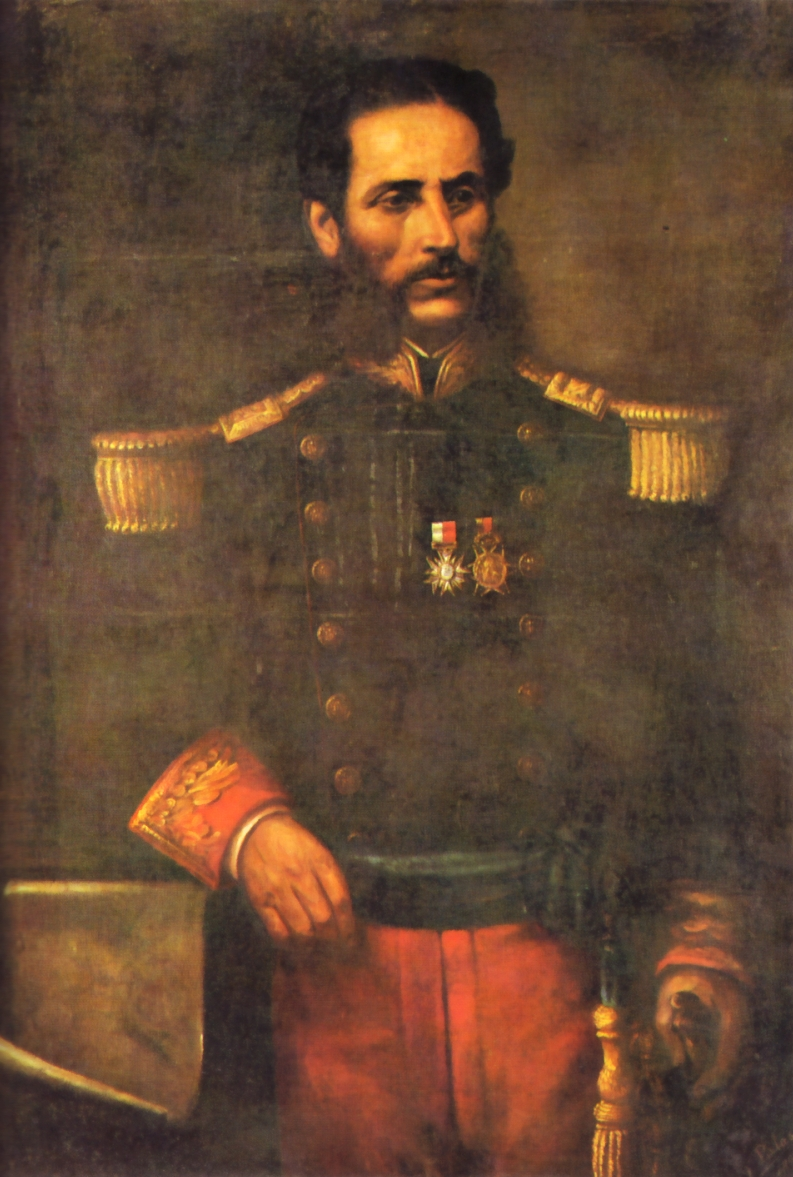
Le général Andrés Caceres.

Au début de la Guerre du Pacifique (qui oppose le Pérou au Chili), le 5 avril 1879, Cáceres, qui devient général au cours de la guerre, et son bataillon Zepita sont envoyés dans la région de Tarapacá. Il combat ensuite l'armée chilienne lors des batailles de San Francisco puis de Tarapacá. Son intervention s'avère finalement décisive pour remporter une victoire inespérée contre les Chiliens.
Malgré ce succès, l'armée péruvienne s'avère incapable de stopper l'invasion et doit battre en retraite vers le nord de la province de Tacna. Les Chiliens s'installent alors plus au nord, à Ilo, d'où ils attaquent les positions péruviennens.
Cáceres joue ensuite un rôle majeur dans la réorganisation de l'armée de Pérou du Sud (seul libre), qu'il déploie autour de la ville de Tacna, avec le soutien d'une armée bolivienne dirigée par le président bolivien en personne, le Général Narciso Campero. Mais l'instabilité politique créée par le coup d'État de Nicolás de Piérola, qui renverse Mariano Ignacio Prado, gêne la progression de l'Armée Alliée contre les Chiliens.
Le 28 mai 1880, la bataille du Alto de Alianza tourne à l'avantage des Chiliens. Sous l'impulsion de Cáceres, l'armée péruvo-bolivienne se replie sur Lima.

#### Campagne de Lima
Piérola ordonne à ce qui reste de l'armée de protéger la capitale, Lima, où les civils sont appelés à se battre. Cáceres est placé à la tête de la 5e division de réserve. Sans renforts disponibles, et face à l'important déploiement au sud des troupes chiliennes, les forces péruviennes sont défaites lors des batailles de San Juan et de Miraflores. Cáceres est blessé lors du dernier combat, et repart vers Lima. Lorsque la capitale tombe à son tour, en janvier 1881, il s'échappe Jauja, dans les montagnes de l'arrière-pays du Pérou.

#### Campagne de la Breña
En tant que plus haut gradé de la région, Cáceres est nommé, le 26 avril 1881, chef politique et militaire des départements du centre. Il y organise la résistance contre l'occupation chilienne et conduit une guérilla en mobilisant la population agricole. Grâce au soutien de la population locale, au terrain difficile et à ses compétences militaires, il parvient à défaire plusieurs expéditions chiliennes envoyées contre lui, lors des batailles de Pucará (en) (deux fois), Marcavalle et La Concepción. En août 1881, il accède au grade de général.

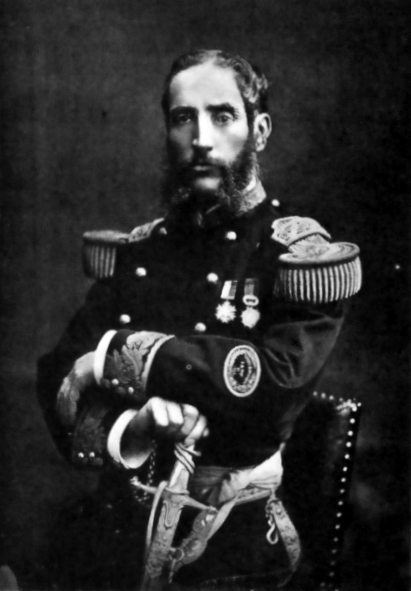
Photographie du président Caceres.

Pour ces hauts faits, il est surnommé le Brujo de los Andes (le Sorcier des Andes). Malgré ses efforts et sa résolution, il est finalement battu par une armée chilienne mieux armée et mieux entraînée lors de la bataille de Huamachuco, le 10 juillet 1883. Un gouvernement, dirigé par Miguel Iglesias et installé par les Chiliens, reconnaît la défaite péruvienne en ratifiant le traité d'Ancón, signé le 10 octobre 1883, et met ainsi un terme à la guerre alors que Cáceres était en train de réorganiser ses troupes.

### Carrière politique
Après la guerre, Cáceres refuse de reconnaître Iglesias comme président, et rapidement une guerre civile éclate entre les deux hommes et leurs factions respectives. Le 28 novembre 1885, Cáceres attaque Lima et dépose le président Iglesias (qu'il force à démissionner) le 3 décembre. Le pays est alors dirigé par un Conseil des ministres intérimaire, avec Antonio Arenas à sa tête, en attendant de nouvelles élections. Investi par le parti constitutionnaliste, Cáceres remporte l'élection et devient président le 3 juin 1886.

#### Premier mandat présidentiel (1886-1890)
Le nouveau gouvernement de Cáceres doit immédiatement faire face à une sévère crise économique due à une énorme dette publique et aux importants dommages causés par la Guerre du Pacifique. Pour tenter de résoudre ces problèmes, l'administration Cáceres engage des négociations avec les créanciers, et un répit matérialisé par un contrat général (contrat Grace (es)) est finalement formalisé le 28 octobre 1888, puis ratifié par le Congrès péruvien le 25 octobre 1889. En vertu de cet agrément, l'État péruvien perd le contrôle des infrastructures ferroviaires, consent une concession de service public quant au guano, et est soumis à un payement annuel durant trente-trois années, ainsi qu'à diverses autres concessions mineures. En échange, les créanciers acceptent de passer l'éponge sur la majeure partie des dettes, et s'engagent à développer le ferroviaire. Ce « contrat Grace » cause cependant d'importantes controverses, l'administration Cáceres étant accusée d'avoir bradé les éléments performants du pays.
D'autres initiatives  lancées à cette époque comprennent la fin de l'utilisation des billets de banque comme monnaie légale et une plus stricte séparation des revenus de l'État, c'est-à-dire entre ceux du Gouvernement central et ceux des départements, ainsi qu'un regroupement de crédit visant à diminuer la dette interne.
La Constitution interdisant les mandats présidentiels consécutifs, Cáceres est contraint en 1890 de céder son poste. Remigio Morales Bermúdez, candidat de la majorité, et considéré comme une créature entre ses mains, l'emporte le 10 avril 1890, et entre en fonction le 10 août suivant.

#### Second mandat présidentiel (1894-1895)
Morales meurt en fonctions le 1er avril 1894, et de nouvelles élections sont donc organisées, l'intérim étant assuré par le vice-président Justiniano Borgoño. Cáceres est à nouveau le candidat de la majorité est élu le dans des conditions douteuses, les accusations de fraude électorale se multipliant, notamment de la part de l'ex-président Nicolás de Piérola. Il est néanmoins investi dans ses fonctions présidentielles le 10 août 1894.
Cependant, les controverses liées à son élection perdurent, et Piérola monte une rébellion qui attaque Lima le 17 mars 1895. Cáceres est contraint à la démission deux jours plus tard, et est remplacé par une junte militaire intérimaire. L'élection suivante est enlevée par Piérola.

### Dernières années et mort

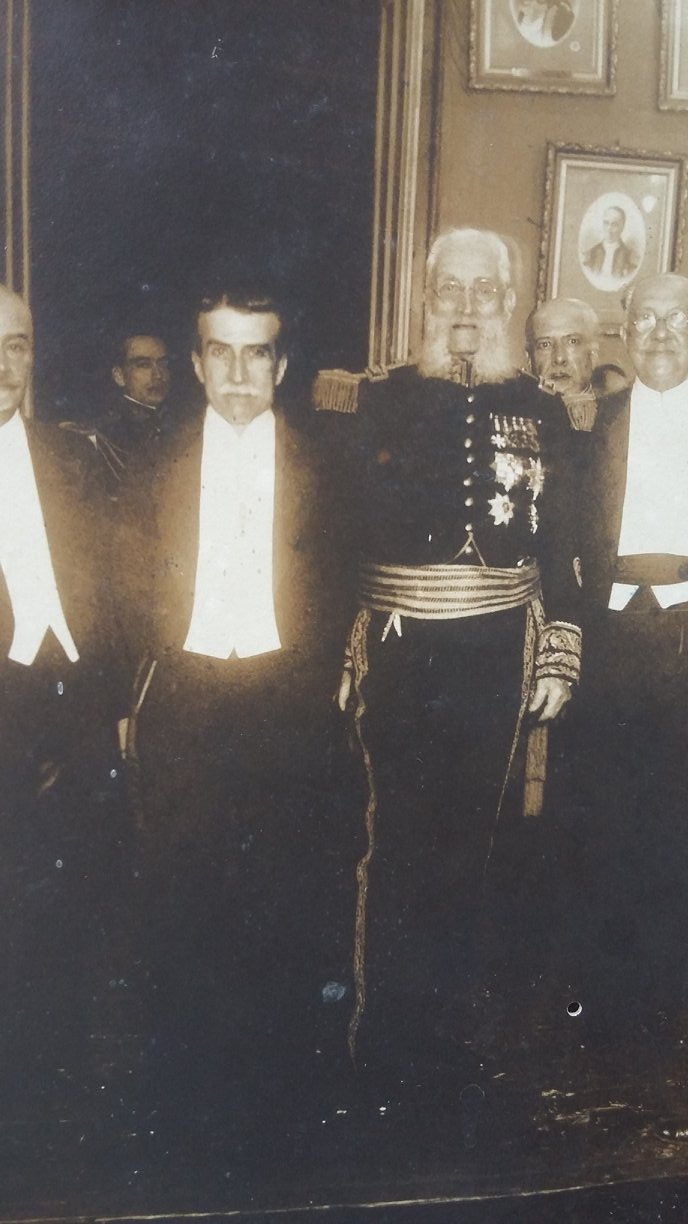
Le président Augusto Leguia et le général Caceres.

Cáceres s'exile ensuite à Buenos Aires de 1895 à 1899. Après un bref retour au Pérou, il est nommé ambassadeur en Italie (1905-1911), puis en Allemagne (1911-1914), avant de retourner à Lima. Il soutient en 1919 le coup d'État réussi de Augusto B. Leguía contre le président José Pardo, ce qui lui vaut d'accéder au grade de maréchal. Il meurt le 10 octobre 1923, à l'âge de 90 ans, dans la ville de Ancón.

## Héritage
Au Pérou, Cáceres est vu comme une figure nationaliste. Il symbolise la résistance aux envahisseurs étrangers, espagnols, et surtout chiliens (ennemis traditionnels du Pérou).
Récemment, en guise d'(hommage, un groupe de vétérans des armes a organisé un groupe comprenant les etnocaceristes, qui forment le gros des militants du parti nationaliste péruvien.
Par ailleurs, l'une de ses filles, Zoila Aurora Cáceres (en), est une écrivaine célèbre, figure du mouvement moderniste.